# Madonna col Bambino (Londra)
Madonna col Bambino è un dipinto di un seguace di Giovanni Antonio Boltraffio. Eseguito probabilmente verso il 1500, è conservato nella National Gallery di Londra.

## Descrizione
Lo stile di questa Madonna col Bambino è marcatamente leonardesco, e in particolare debitore della lezione del Boltraffio.